# Grand Hôtel (Houlgate)

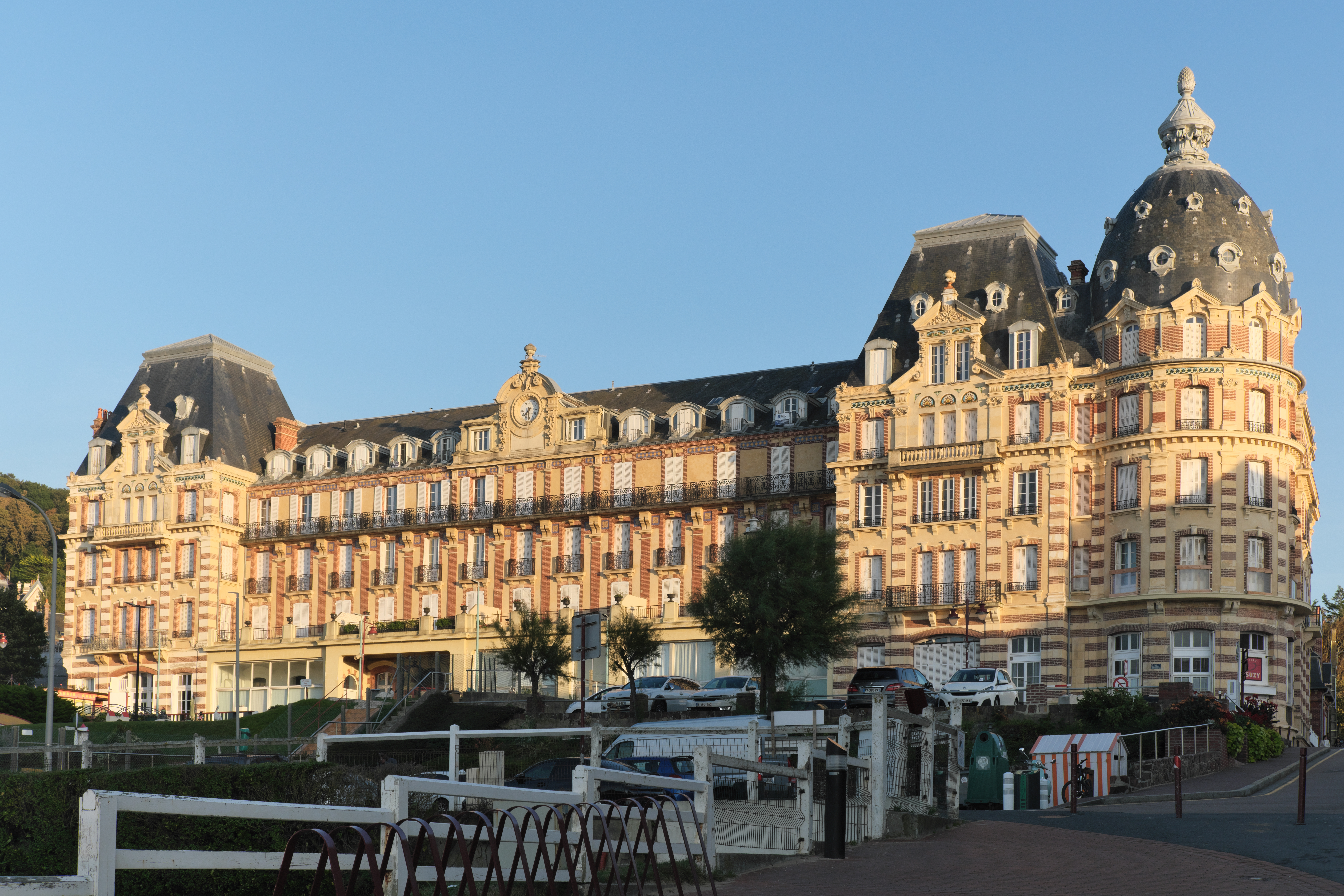
Grand Hôtel in Houlgate

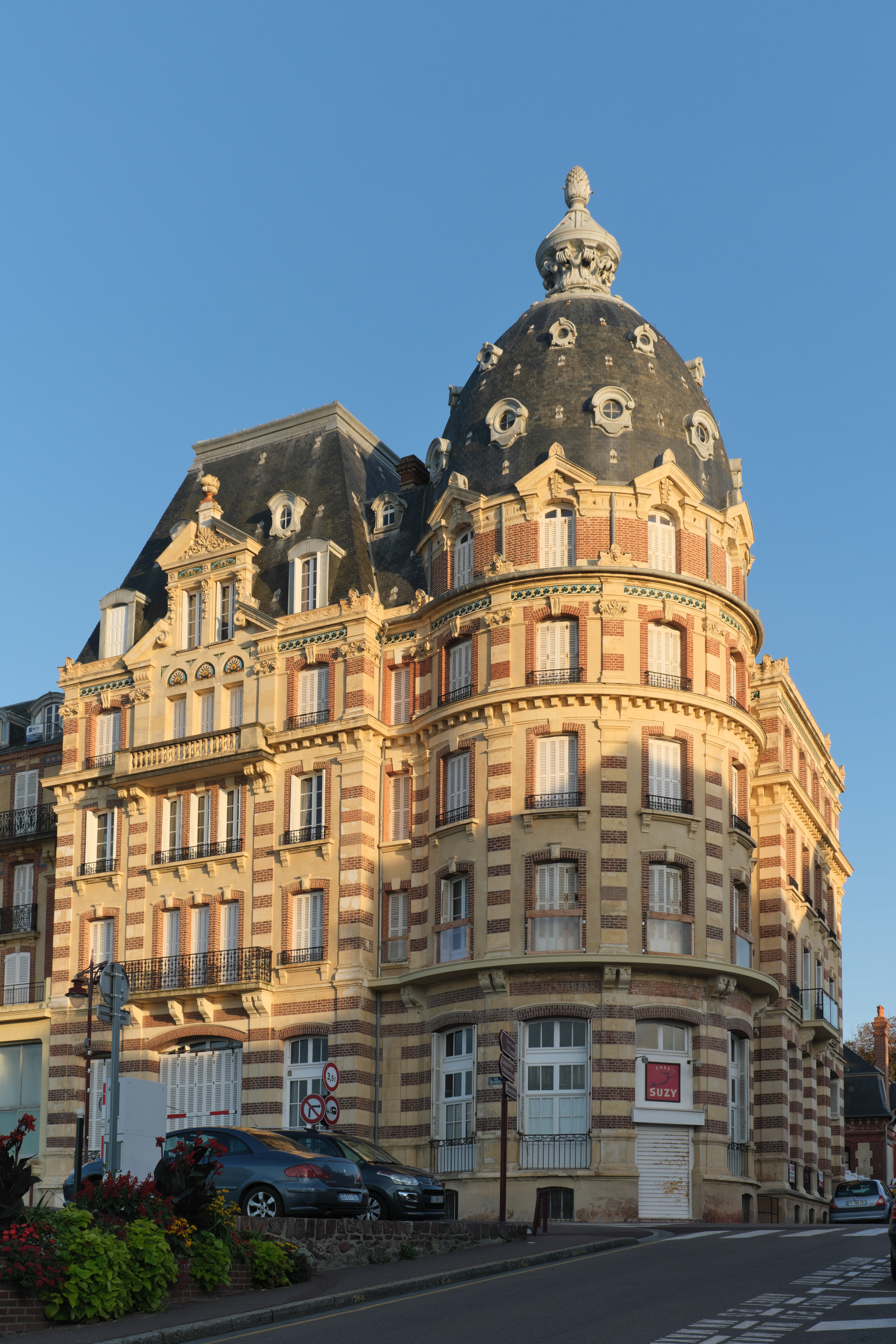
Eckturm

Das Grand Hôtel in Houlgate, einer französischen Gemeinde im Département Calvados in der Region Normandie, wurde 1858 eröffnet. Das ehemalige Grand Hotel mit Blick zum Meer an der Rue Baumier Nr. 2 wurde im Jahr 2000 als Monument historique in die Liste der Baudenkmäler in Frankreich aufgenommen.
Das Gebäude wurde für den Bankier Albin-Aubin Vergniolle, einer der Gründer des Seebades Houlgate, nach Plänen des Architekten Jacques-Claude Baumier aus Caen errichtet. Im Jahr 1896 wurden zwei Pavillons an der Rückseite und 1904 eine Rotunde an der Straßenkreuzung angebaut.  
Das Hotel im Stil des Historismus wurde 1947 geschlossen und einige Jahre später wurden im Gebäude, das nun den Namen Résidence les Pléiades trägt, Eigentumswohnungen eingerichtet.